# ثورة الرشيد
ثورة الرشيد تشير إلى انتفاضة فاشلة في العام 1963 ضد الحكومة البعثية في العراق. رُسم التمرد من قبل أتباع الحزب الشيوعي العراقي بالتعاون مع ضباط عسكريين. لكن التمرد لم ينجح في الانتشار خارج بغداد وإستطاعت قوات البعث من إفشاله.

## الخلفية
في 8 فبراير 1963 تم انقلاب عسكري أطاح بحكومة قاسم. جاء الانقلاب بعد شهر ونصف من تحركات البعثيين واحتجاجاتهم ضد قاسم. بعد الانقلاب تحرك النظام الجديد بسرعة للقضاء على خصومه في المقام الأول الحزب الشيوعي العراقي وأتباع قاسم. احتجز الآلاف من القادة والكوادر الرئيسية في الحزب الشيوعي وعذبوا وقتلوا في كثير من الأحيان مما ترك الحزب في حالة من الفوضى التنظيمية.

## الاستعدادات للثورة
في حين أن البعثيين سحقوا معظم منظمة الحزب الشيوعي كانت هناك بعض خلايا الحزب الشيوعي في الحركة العمالية والجيش الذي ظل سليما. كانت منظمات بغداد في الحزب الشيوعي أحد أكثر القطاعات تسليحا في الحزب قبل الحملة. بدأت خلايا الحزب داخل الجيش بالاتصال بخلايا تابعة للجنة عمال بغداد التي نظمت أنشطة الحزب داخل نقابات العمال في العاصمة للتخطيط للإطاحة بالبعثيين بعد أسابيع قليلة من تسلم البعث.
كان إبراهيم محمد علي عضوا في لجنة العمال المركزية للحزب الشيوعي وقاد لجنة عمال في بغداد. حاول دون جدوى التماس التوجيه من مجموعة من أعضاء اللجنة المركزية للحزب ليكتشفوا أنهم أعدموا. ثم بدأ علي بمبادرة منه لإعادة تنظيم خلايا الحزب المدني في بغداد. وجه علي محمد حبيب (أبو سلام) وهو عامل مقهى لإعادة تنظيم خلايا الحزب في الجيش. تمكن حبيب من إقامة اتصالات مع العريف حسن ساري. كان ساري مسؤولا عن أحد خلايا الحزب الشيوعي داخل الجيش.
تم القبض علي على يد أجهزة الاستخبارات بعد أن تحول أعضاء الحزب الشيوعي إلى مخبرين حكوميين قد كشفوا عن هويته. تعرض للتعذيب حتى الموت. كان على حبيب أن يتولى قيادة علي للخلايا المدنية وأن يواصل العمل مع خلايا الجيش. شكل حبيب وساري «لجنة ثورية» للتحضير لثورة. كان ساري يحشد الجنود في انتفاضة في حين أن حبيب سوف يحشد المدنيين لتقديم المساعدات للجنود. شارك عضوين من الحزب الشيوعي الآخر وخياط يدعى حافظ لطفة في التخطيط.
قدم المتآمرون خطتهم إلى أعضاء اللجنة المركزية القليلين المتبقيين في الحزب الشيوعي. رفض أعضاء اللجنة المركزية هذه الخطة ووصفوها بأنها انتهاك للانضباط الحزبي. تجاهل حبيب توجهاتهم ولم يبلغ ساري بحكم قيادة الحزب. على العكس من ذلك تشير الأدلة إلى أن حبيب قد نقل إلى ساري أنهم يحظون بدعم كامل من الحزب الشيوعي بأكمله. معا واصل حبيب وساري الاستعدادات.

## الثورة
في 3 يوليو 1963 تم تنظيم الثورة. سيطرت القوات المتمردة وكذلك مقاطعتي بغداد والفرات الوسطى في الحزب الشيوعي الذي يضم 2000 مقاتل على معسكر الرشيد العسكري في بغداد. تمكنوا من اعتقال قادة المعسكر والقيادة الكاملة لميليشيا الحرس الوطني البعثي ووزير الداخلية ووزير خارجية العراق.
كان حبيب وساري قد اختارا معسكر الرشيد كمكان للثورة حيث كان حوالي 1,000 ضابط مناصرين للقتال والشيوعيين محتجزين هناك. الأساس المنطقي هو أنه بمجرد إطلاق سراح الضباط المعتقلين فإنهم سيوفرون القيادة لوحدات الجيش الأخرى في جميع أنحاء البلاد للانضمام إلى التمرد.
ومع ذلك على الرغم من أن المتمردين تمكنوا من الاستيلاء على معسكر الجيش لكنهم لم يتمكنوا من تحرير المعتقلين لأنهم لاقوا مقاومة غير متوقعة من حراس السجن. لم تنتشر الثورة أبدا إلى وحدات الجيش الأخرى. تمكنت قوات البعث من تطويق المخيم وسحق الثورة.

## قطار الموت وأعقابها
في إطار حزب البعث طالب القطاع العسكري بإعدام جميع الضباط المحتجزين. عارض المدنيون في قيادة البعث عمليات الإعدام الجماعية للضباط بحجة أن عمليات الإعدام يجب أن تقتصر على ثلاثين من قادة الثورة الأساسية. في النهاية تقرر أن يتم إرسال جميع الضباط الذين تم أسرهم على متن قطارات ماشية إلى سجن صحراء عقرة السلمان. كان من المفترض أن تستغرق رحلة القطار (التي سميت لاحقا ب «قطار الموت») ست ساعات تم خلالها حساب أن الكثيرين سيموتون بالحرارة الحارقة. سائق القطار أدرك أن حمولته تتألف من البشر وقام بالإسراع في السير إلى ساعتين فقط. عند وصولهم إلى وجهتهم لم يقتل إلا أحد الضباط الذين تم أسرهم. كانت مبادرة سائق القطار جنبا إلى جنب مع حقيقة أن العديد من الضباط قد تلقوا تدريبا طبيا عوامل حاسمة للحد من عدد الضحايا.
بعد ثورة الرشيد عزز البعثيون حملتهم ضد الحزب الشيوعي. فقط الفرات الأوسط والأقسام الكردية من الحزب ظلت سليمة.

## التدخل السوفيتي
تسبب التمرد في حدوث خلل في العلاقات العراقية السوفياتية مع ادعاء الحكومة العراقية أن لديها أدلة على أن المدربين السوفياتيين ساعدوا في التخطيط للثورة وراديو بغداد متهمين الاتحاد السوفيتي ب«مؤامرة ضد استقلالنا الوطني». كانت هناك قضايا بين العراق والاتحاد السوفياتي قبل الثورة مع تعليق الاتحاد السوفيتي للشحنات العسكرية إلى العراق مشيرا إلى دعم المتمردين الأكراد العراقيين. ثم انتقم التلفزيون العراقي من خلال مهاجمة الاتحاد السوفياتي وخاصة السياسة السوفياتية في المجر. تظهر ملفات وكالة الاستخبارات المركزية أن «هناك أدلة قوية على مشاركة الكتلة السوفياتية في انتفاضة 3 يوليو في معسكر الرشيد» بما في ذلك «اعترافات» من «أعضاء شبكة الاستخبارات السوفياتية في بغداد... شبكة تم تنظيمها وإخراجها [منقوص] واتهمت السوفيات المحليين مع... انطلاق محاولة الانقلاب 3 يوليو 1963». كما اعتبرت وكالة المخابرات المركزية أن «الاتحاد السوفييتي سيعمل من خلال وسائل الإعلام الدعائية وبصورة سرية لإسقاط البعث في العراق معتبرا أن أي نظام سيخلف سيكون أكثر ملاءمة للمصالح الشيوعية».